# Atelier de misère
Pour les articles homonymes, voir Atelier (homonymie).

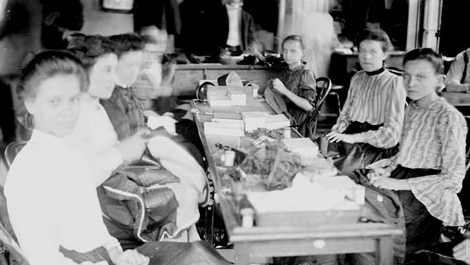
Dans un atelier de misère à Chicago, (États-Unis) en 1930.

Un atelier de misère (anglais : sweatshop), également atelier d'exploitation ou atelier de pressurage, est un terme péjoratif servant à désigner une manufacture, un atelier ou une usine — très souvent dans l'industrie textile — dans laquelle les employés sont exploités, travaillent trop longtemps ou de manière forcée, dans lesquels sévissent des abus physiques ou moraux, ou encore où l'on fait travailler des enfants.

## Étymologie
Le terme anglais « sweatshop » qui désigne ce type d'établissement est une combinaison de sweater (le contremaître, sweat signifiant aussi sueur) des ateliers textiles des années 1830-1840 aux États-Unis ou en Grande-Bretagne, qui faisait transpirer les travailleurs, et de shop (magasin, mais aussi atelier dans les usines).

## Littérature et photographie
De nombreuses œuvres littéraires et artistiques ont évoqué le travail des enfants. Au XIXème siècle, en France, Victor Hugo a notamment écrit le poème Mélancholia dans lequel il dénonce ce fléau.

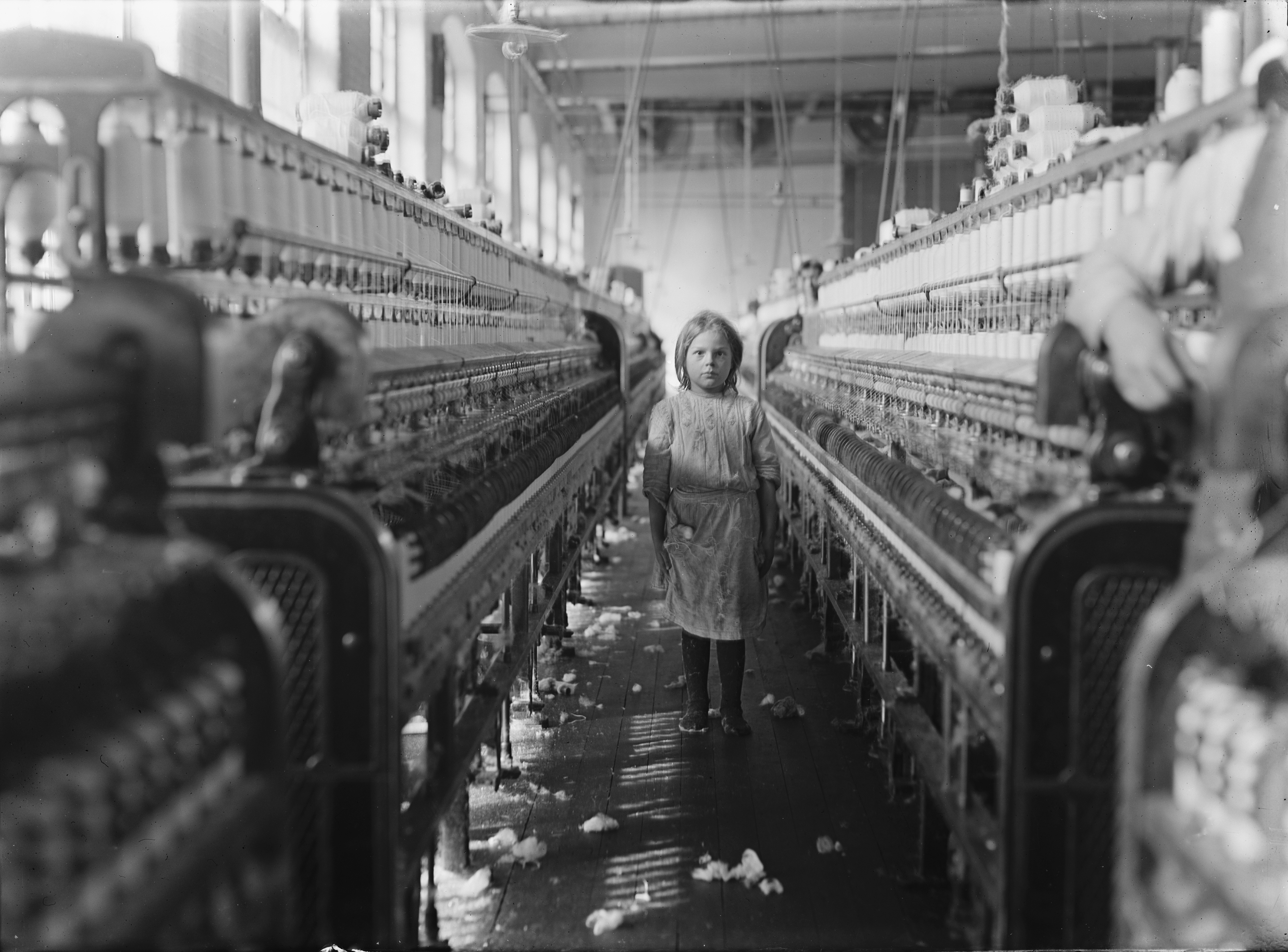
Child laborer 1909, Lewis Wickes Hine

Émile Zola, dans son roman Germinal, décrit également les conditions de travail difficiles dans les mines de charbon. 
Au cours de ce même siècle, en Angleterre, Charles Dickens a publié sous forme de feuilletons David Copperfield. Dans ce roman, il raconte les expériences de son enfance liées au travail, sous les traits du personnage éponyme.
Plus récemment, l'auteure de littérature jeunesse Marie-Christine Helgerson, originaire de Lyon, a dépeint le quotidien harassant de Claudine de Lyon, une fillette de 11 ans qui travaillait 10 heures par jour derrière un métier à tisser. 
Après avoir enquêté sur ce sujet malheureusement toujours d'actualité, malgré la convention des Nations Unies relative aux droits des enfants, le journaliste Marc Hélary publie en 2009 Le Travail des Enfants. 
La photographie s'empare aussi de ce sujet. Dans les années 1920, sous l'impulsion de la révolution industrielle, Lewis Hine, pionnier de la photographie sociale, parcourt les États-Unis muni de son objectif afin de mettre en lumière l'exploitation des enfants dans les champs de coton et dans les mines.

## Aujourd'hui
Actuellement, environ 150 pays à travers le monde accueillent des ateliers de misère où travaillent plus de 27 millions de personnes. On les retrouve principalement dans les zones franches des pays en développement. Toutefois, il en existe aussi en Europe, aux États-Unis et au Canada, qui emploient des travailleurs illégaux ou immigrants. Au Mexique et en Amérique centrale, les « maquilas » ou « maquiladoras » sont souvent de tels ateliers.
Les conditions de travail dans un atelier de misère sont :
- salaire en dessous du seuil de pauvreté ;
- longues heures de travail (temps de travail) et heures supplémentaires obligatoires, souvent non payées, pour répondre au quota imposé ;
- emploi d’enfants (travail des enfants) ;
- aucun accès aux soins de santé au travail ;
- travail précaire (aucune sécurité de l'emploi) ;
- dénégation du droit de s'organiser en syndicat (syndicalisme) ;
- utilisation limitée du cabinet de toilettes durant la journée de travail.

De nombreux acteurs industriels sont accusés d'employer des ateliers de misère (ex : Shein) et se défendent à coups d'opérations de communication.

### Technologie
Depuis l'ère du digital, les ateliers de misère ont massivement gagné le secteur des nouvelles technologies. La société Apple a été pointée du doigt pour faire fabriquer ses téléphones par la société taïwanaise Foxconn critiquée pour ses ateliers de misère à grande échelle. Le développement de l'intelligence artificielle s'appuie sur une forte main d'œuvre exploitée et située dans des pays comme les Philippines.